# Saint-Fargeol
Saint-Fargeol település Franciaországban, Allier megyében. Lakosainak száma 187 fő (2022. január 1.). Saint-Fargeol Marcillat-en-Combraille, Saint-Marcel-en-Marcillat, Pionsat és Saint-Hilaire községekkel határos.

## Népesség
A település népessége az elmúlt években az alábbi módon változott:
| Lakosok száma | 311  | 249  | 229  | 216  | 203  | 195  | 190  | 188  | 188  | 187  |
|               | 1968 | 1982 | 1990 | 2006 | 2013 | 2015 | 2017 | 2019 | 2020 | 2022 |